# Dereglări ale ritmului circadian
Dereglările de ritm circadian sunt o categorie de dereglări ale somnului ce afectează sincronizarea sau punctualitatea acestuia. Persoanele ce au această dereglare de ritm sunt incapabile să adoarmă sau să se trezească la orele de program normale pentru muncă, școală sau alte nevoi sociale. În general, sunt capabili să doarmă necesarul zilnic, atât timp cât îl pot obține în intervalul preferat de ei. În caz că nu suferă de o altă dereglare, somnul lor are o consistență și calitate bună, normală.
Oamenii au ritmuri biologice, numite și ritmuri circadiene, care sunt controlate de un ceas biologic și funcționează pe perioada unei zile complete. Datorită ceasului circadian, somnolența nu crește continuu pe măsură ce timpul trece. În schimb, nevoia de somn urmează un ciclu și corpul este gata de somn sau de trezire în diferite momente ale zilei.

## Tipuri de dereglări de ritm circadian
Acestea sunt:
- Dereglarea cauzată de fusul orar, ce afectează persoanele ce călătoresc traversând fusuri orare.
- Schimbul de noapte: Persoanele ce lucrează în schimbul de noapte au deseori probleme cu somnul în timpul zilei.
- DSPS (Sindromul Fazei de Somn Întârziate - „Delayed Sleep Phase Syndrome”): Persoanele suferinde au probleme să adoarmă seara devreme și să se trezească dimineața.
- ASPS (Sindromul Fazei de Somn Înaintate - „Advanced Sleep Phase Syndrome”): Persoanele suferinde de obicei adorm seara devreme și se trezesc noaptea devreme.
- Aritmie circadiană (Sindromul Non-24): Persoanele ce suferă de această aritmie adorm în fiecare seară tot mai târziu și se trezesc dimineața tot mai târziu, ca și cum pentru aceștia ziua ar avea mai mult de 24 de ore.
- Modelul neregulat de adormire-trezire se prezintă ca perioade de somn neregulate, la ore imprecise, după tipare necunoscute. Persoanele ce suferă de această dereglare se trezesc des în timpul nopții sau adorm des în timpul zilei, pentru perioade scurte.

## Ritmuri Circadiene Normale
Printre persoanele cu ritmuri circadiene normale se află persoanele ce preferă să se culce devreme și să se trezească la prima oră, denumite în folclor „privighetori” sau „ciocârlii” și persoanele ce preferă să adoarmă și să se trezească târziu, denumite „bufnițe” sau „păsări de noapte”. Indiferent de situație, aceste persoane:
- se pot trezi la timp pentru ce au de făcut dimineața sau se pot culca la timp pentru a se putea trezi a doua zi după un somn complet.
- se pot culca sau trezi la aceeași oră zilnic, dacă își propun asta.
- vor putea, dacă urmează o nouă rutină ce necesită trezirea mai devreme decât de obicei, să adoarmă mai devreme cu câteva ore în câteva zile. De exemplu, o astfel de persoană obișnuită să adoarmă la ora 1 noaptea și să se trezeacă la 9 dimineața este obligată să se trezească la ora 6 pentru a fi gata de muncă, va urma o rutină nouă, adormind la ora 22 și trezindu-se la ora 6. După 5 zile, se va simți odihnită și capabilă să urmeze noul program. Această adaptare se numește „înaintarea fazei de somn”. Oamenii sănătoși pot înainta faza de somn cu aproximativ o oră la fiecare 24.

Cercetătorii au plasat voluntari în camere speciale, fără ceasuri sau alte indicii ale timpului. Fără acestea, voluntarii au avut tendința să se culce cu o oră mai târziu și să se trezească cu o oră mai târziu în fiecare zi. Aceste experimente demonstrează că dacă ritmul circadian nu este constrâns de indicii temporale, are în mod normal 25 de ore. Pentru a menține un ciclu de 24 de ore zi-noapte, ceasul biologic are nevoie de indiciile temporale ale mediului (răsărit, apus etc.) sau de rutina zilnică. Indiciile temporale ale ceasului circadian uman s-au aliniat la restul lumii.

## Anomalii ale ritmului circadian
Dereglările cronice sau persistente precum DSPS se crede că sunt cauzate de o abilitate redusă a individului de a își reseta ciclul zi-noapte în funcție de indiciile temporale date de mediu. De exemplu, ceasul circadian al persoanelor cu DSPS poate avea un ciclu neobișnuit de lung sau poate să nu fie destul de sensibil la răsărit, apus sau alte rutine cotidiene.